# Monotagma angustissimum
Monotagma angustissimum är en strimbladsväxtart som beskrevs av Ludwig Eduard Loesener. Monotagma angustissimum ingår i släktet Monotagma och familjen strimbladsväxter.
Artens utbredningsområde är Peru. Inga underarter finns listade.